# 3016 Meuse
3016 Meuse је астероид главног астероидног појаса са средњом удаљеношћу од Сунца која износи 2,834 астрономских јединица (АЈ).
Апсолутна магнитуда астероида је 12,4.